# Jørgen Pedersen
Jørgen Pedersen (* 27. September 1919 in Birkede/Seeland; † 23. Mai 1997 in Birkede/Seeland) war ein dänischer Theologe, Kirchenhistoriker und Hochschullehrer.

## Leben und Wirken
Jørgen Pedersen studierte Theologie und Kirchengeschichte an der Universität Kopenhagen, ergänzt durch Studienaufenthalte in Frankreich und Italien. Sein Studium in Kopenhagen schloss er 1946 mit der Prüfung zum cand. theol. ab. Ab 1947 war er als Soldat bzw. Offizier bei einer dänischen Brigade tätig, die in Itzehoe in der Britischen Besatzungszone Deutschlands stationiert war. Im Auftrag des dänischen Brigadekommandos in Deutschland veröffentlichte er 1950 einen Reiseführer für die dänischen Soldaten zum näheren Kennenlernen Schleswig-Holsteins.
Von 1955 bis zum Eintritt in den Ruhestand 1989 war Pedersen am Institut für Kirchengeschichte der Universität Kopenhagen tätig, zunächst als Assistent (Adjunkt), seit 1962 als Dozent (Lektor). In dieser Eigenschaft lehrte und forschte er auf dem Gebiet der antiken und mittelalterlichen Philosophie und Theologie. Vor allem beschäftigte er sich mit Augustinus, Bonaventura und Nikolaus von Kues. Pedersen behandelte in Veröffentlichungen und Vorträgen außerdem u. a. das Wirken des dänischen Theologen und Philosophen Søren Kierkegaard.
Im Jahre 1990 wurde Pedersen für seine Verdienste in Forschung und Lehre von der Universität Kopenhagen die theologische Ehrendoktorwürde verliehen.

## Veröffentlichungen (Auswahl)
- (Übers., mit Kommentar): Augustin. Med indledning, oversættelse og noter af Jørgen Pedersen. Berlingske Forlag, København 1965.
- Fra Augustin til Johs. V. Jensen. Essays og afhandlinger. Museum Tusculanums Forlag, København 1991, ISBN 87-7289-142-4 (Bibliografi Jörgen Pedersen S. 333f).
- (Übers., mit Kommentar): Johannes Bonaventura / Visdommens veje, Fire skrifter af Bonaventura (= Platonselskabet skriftserie, Bd. 11). Museum Tusculanums Forlag, København 1992, ISBN 87-7289-148-3.

Außerdem zahlreiche Aufsätze und Beiträge in dänischer Sprache in Fachzeitschriften und Sammelbänden.